# Sarah Aristidou
Sarah Aristidou (geboren 1991 in Paris) ist eine französische Sopranistin.
Aristidou begann ihre musikalische Ausbildung im Nationalen Rundfunkchor Maîtrise de Radio France. Sie studierte Musikwissenschaft an der Pariser Universität Sorbonne und machte 2011 ihren Abschluss in Musiktheorie am Conservatoire à rayonnement régional de Paris. Ab 2010 studierte sie Gesang an der Universität der Künste Berlin und seit 2014 in München. Dort schloss sie ihr Gesangsstudium an der Theaterakademie August Everding mit dem Master ab.
Aristidou trat auch als Interpretin bei Uraufführungen zeitgenössischer Komponisten wie Wolfgang Rihm, Aribert Reimann und Manfred Trojahn in Erscheinung. Teilweise wurden die Stücke speziell für sie geschrieben, darunter Aribert Reimanns Cinq Fragments français de Rainer Maria Rilke, die 2015 bei der Liederwerkstatt des Festivals Kissinger Sommer aufgeführt wurden.
Sie arbeitete mit Dirigenten wie Daniel Barenboim, Trevor Pinnock und Simon Rattle zusammen, sowie mit Orchestern wie den Berliner Philharmonikern, dem Deutschen Symphonie-Orchester Berlin  und dem Gürzenich-Orchester Köln. 2017 bis 2019 war sie Mitglied im Internationalen Opernstudio der Staatsoper Unter den Linden in Berlin. In der Saison 2020/21 sang sie an der Staatsoper die Zerbinetta in Ariadne auf Naxos und gab Debüts beim Heidelberger Frühling und bei den Salzburger Festspielen. 2022 gewann sie den mit 20.000 € dotierten Belmont-Preis für zeitgenössische Musik der Forberg-Schneider-Stiftung.

## Diskografie
- 2021 erschien ihre Debüt-CD Æther (Label: Alpha) mit Werken von Edgar Varèse, Francis Poulenc, Léo Delibes, Ambroise Thomas, Jörg Widmann, Claude Debussy, Igor Strawinsky, Thomas Adès, Georg Friedrich Händel und Udo Zimmermann. Mitwirkende sind Daniel Barenboim (Klavier), Emmanuel Pahud (Flöte), Christian Rivet (Barockgitarre), Chor der Klangverwaltung, Orchester des Wandels und Thomas Guggeis.[7]